# Haliotis tuberculata
Haliotis tuberculata är en snäckart. Haliotis tuberculata ingår i släktet Haliotis och familjen Haliotididae. Inga underarter finns listade i Catalogue of Life.

## Bildgalleri

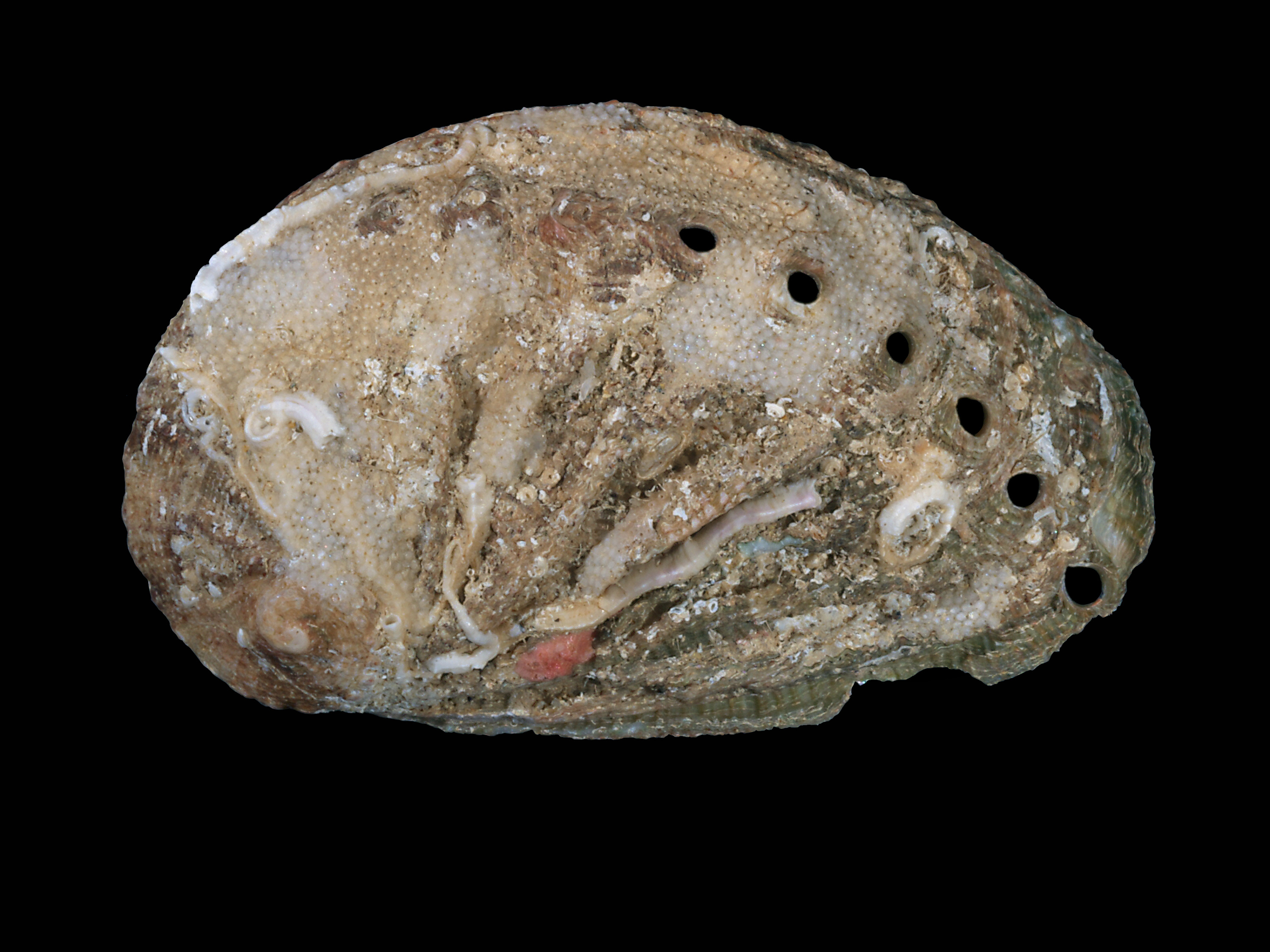